# 조온 (후한)
조온(趙溫, 137년 ~ 208년)은 중국 후한 말기의 관료로, 자는 자유(子柔)이며 촉군 성도현(成都縣) 사람이다. 사도 조겸(趙謙)의 동생이며, 후한의 마지막 사도이다.

## 생애
처음에 경조승(京兆丞)을 지냈는데, 탄식하며 말하였다.
| “ | 대장부라면 마땅히 웅비하여야 하거늘, 어찌하여 암컷처럼 수그리고 있는단 말인가! | ” |

그러고는 관직을 버리고 떠났다. 훗날 대기근이 들었을 때, 집안의 곡식을 굶주린 자들에게 나누어 주니 목숨을 건진 자가 만여 명이나 되었다.
헌제가 장안으로 천도할 때 시중(侍中)이 되었고, 어가가 장안에 도착한 후 강남정후(江南亭侯)에 봉해졌다. 이후 양표를 대신하여 사공에 임명되었다가 면직되었고, 얼마 후 사도로 복직되었으며 녹상서사(錄尙書事)가 되었다.
이때 이각과 곽사가 반목하여 서로 다투었는데, 이각이 궁궐을 노략질하고 헌제는 북쪽 성채로 거둥하여 내외로 연락이 끊기고 말았다. 이각은 평소 조온을 의심하였는데, 조온이 이각에게 글을 써 행실을 꾸짖으니 이각은 크게 노하여 조온을 죽이려 하였다. 그러나 이각의 종제 이응(李應)이 여러 날에 걸쳐 이를 만류하니, 실행에 옮기지 않았다.
건안 13년(208), 조온은 사공 조조의 아들 조비를 벽소하여 연(掾)으로 삼았다. 조조는 크게 노하여 이를 상주하였고 결국 조온은 면직되었다. 이 해에 죽으니, 향년 72세였다. 사도는 이후 공석이 되었다가, 6월에 사공 · 태위와 함께 폐지되었다.

## 일화
나라에 심한 기근이 들자 집안의 양식을 털어 굶주린 자들에게 베푸니, 살린 자가 만여 명이나 되었다.

## 출전
- 범엽, 《후한서》 권27 선장이왕두곽오승정조열전(宣張二王杜郭吳承鄭趙列傳)